# داردن
داردن (انگلیسی: Darden) شرکت رستوران‌های زنجیره‌ای آمریکایی است، که در سال ۱۹۳۸ تأسیس شد.